# Tiszakécskei LC
A Tiszakécskei LC egy magyar labdarúgócsapat a Bács-Kiskun vármegyei Tiszakécskéről, mely nem jogutódja az 1999-ben megszűnt - korábbi - NBI-es csapattal, a Tiszakécskei FC-nek. Története
A csapatot 2000-ben alapították, és a heted osztályból kezdte meg a szereplését, miután a korábbi NB I-es Tiszakécskei FC megszűnt 1999-ben. A csapat évről évre fejlődött és szép lassan elért az NB III-ig. 2018 tavaszán megnyerte az NB III-as bajnokságot és így először feljutott az NB II-be, azonban egy eltöltött szezon után ismét kiestek a harmadosztályba. A 2020-2021-es szezonban megnyerte a csapat az NB III keleti csoportját, ezzel újra feljutott a másodosztályba.Három szezon után újra kiesett a csapat az NB III-ba.

## Névváltozások
2000 - 2011 Tiszakécske VSE
2011 - 2013 Tiszakécske VSE- Andritz Kft
2013 - 2015 Tiszakécske VSE
2015 - 2019  Duna Aszfalt Tiszakécskei VSE
2019 - 2020 Duna Aszfalt TLC
2011 - 2020  Duna Aszfalt TVSE
2020-tól Tiszakécskei LC

## Játékoskeret
2024. március 15-én frissítve.
A vastaggal jelzett játékosok felnőtt válogatottsággal rendelkeznek.
A dőlttel jelzett játékosok kölcsönben szerepelnek a klubnál.
*Kooperációs szerződéssel szerepel a Kecskemét csapatától.
| Mezszám                | Név               | Nemzetiség    | Születési hely | Szül. év (kor)                 | Korábbi csapat           | Érték (€) | Szerződés lejárta |
| Kapusok                | Kapusok           | Kapusok       | Kapusok        | Kapusok                        | Kapusok                  | Kapusok   | Kapusok           |
| ---------------------- | ----------------- | ------------- | -------------- | ------------------------------ | ------------------------ | --------- | ----------------- |
| 31                     | Kiss Ágoston      | HUN           | Budapest       | 2001. március 14. (24 éves)    | Zalaegerszegi TE FC      | 100 000   | 2024.06.30.       |
| 37                     | Prokop Rostislav  | HUN · szlovák | Dunaszerdahely | 1996. március 19. (29 éves)    | Szentlőrinc SE           | 50 000    | Nem publikus      |
| Védők                  |                   |               |                |                                |                          |           |                   |
| 2                      | Sági Milán        | HUN           | Pécs           | 1995. július 19. (29 éves)     | HR-Rent Kozármisleny FC  | 75 000    | Nem publikus      |
| 4                      | Grünvald Attila   | HUN           | Szeged         | 1991. július 26. (33 éves)     | Kecskeméti TE            | 125 000   | 2024.06.30.       |
| 5                      | Máté Zsolt        | HUN           | Szabadszállás  | 1997. szeptember 14. (27 éves) | Újpest FC                | 100 000   | Nem publikus      |
| 6                      | Csáki Róbert      | HUN · szerb   | Cegléd         | 1996. február 23. (29 éves)    | Ceglédi VSE              | 75 000    | Nem publikus      |
| 11                     | Balázs Benjámin   | magyar        | Kaposvár       | 1990. április 26. (34 éves)    | MTK Budapest FC          | 100 000   | 2024.06.30.       |
| 15                     | Fodor Ferenc      | magyar        | Pécs           | 1991. március 22. (33 éves)    | Győri ETO FC             | 75 000    | Nem publikus      |
| 36                     | Viczián Ádám      | magyar        | Békéscsaba     | 1995. november 24. (29 éves)   | Diósgyőri VTK            | 100 000   | 2024.06.30.       |
| 50                     | Valencsik Dávid   | magyar        | Szarvas        | 1996. március 26. (28 éves)    | Soroksár SC              | 100 000   | Nem publikus      |
| 74                     | Polyák Imre*      | magyar        | Székesfehérvár | 2004. július 5. (20 éves)      | Kecskeméti TE            | 75 000    | Nem publikus      |
| 77                     | Kiss Balázs       | magyar        | Nyíregyháza    | 1999. május 8. (25 éves)       | Győri ETO FC             | 100 000   | Nem publikus      |
| Középpályások          |                   |               |                |                                |                          |           |                   |
| 17                     | Szekér Ádám       | magyar        | Szombathely    | 2001. július 27. (23 éves)     | Szombathelyi Haladás     | 125 000   | Nem publikus      |
| 18                     | Márkus Attila     | HUN · norvég  | Veszprém       | 1996. december 29. (28 éves)   | Mezőkövesd Zsóry FC      | 75 000    | Nem publikus      |
| 20                     | Pongrácz Viktor   | HUN           | Dunaszerdahely | 1995. szeptember 18. (29 éves) | Mosonmagyaróvári TE      | 100 000   | Nem publikus      |
| 21                     | Kocsis Dominik    | HUN           | Mór            | 2004. február 21. (21 éves)    | Puskás Akadémia FC II    | 100 000   | 2024.06.30.       |
| 25                     | Denys Kryvotsiuk  | ukrán         | Ukrajna, ?     | 2004. október 1. (20 éves)     | Zalaegerszegi TE FC      | 50 000    | 2024.06.30.       |
| 26                     | Bertus Lajos      | HUN           | Kecskemét      | 1990. szeptember 26. (34 éves) | Diósgyőri VTK            | 125 000   | Nem publikus      |
| 28                     | Kovács Kolos*     | HUN           | Cegléd         | 2005. február 19. (20 éves)    | Kecskeméti TE            | 10 000    | Nem publikus      |
| 30                     | Szőr Levente      | HUN           | Kisvárda       | 2001. január 14. (24 éves)     | Kisvárda FC              | 75 000    | 2024.06.30.       |
| 55                     | Lehoczky Roland   | HUN           | Budapest       | 2002. április 19. (22 éves)    | MTK Budapest FC          | 150 000   | 2024.06.30.       |
| 70                     | Gyurján Bence     | HUN           | Nyíregyháza    | 1992. február 21. (33 éves)    | Nyíregyháza Spartacus FC | 50 000    | 2024.06.30.       |
| Csatárok               |                   |               |                |                                |                          |           |                   |
| 9                      | Takács Tamás      | HUN · szerb   | Szabadka       | 1991. február 20. (34 éves)    | Mosonmagyaróvári TE      | 100 000   | 2025.06.30.       |
| 10                     | Zamostny Balázs   | HUN           | Pécs           | 1992. január 31. (33 éves)     | Nyíregyháza Spartacus FC | 75 000    | Nem publikus      |
| 22                     | Torvund Alexander | HUN · norvég  | Bærum          | 2000. augusztus 1. (24 éves)   | Mezőkövesd Zsóry FC      | 150 000   | Nem publikus      |
| 27                     | Bencze Márk       | HUN           | Budapest       | 2000. január 30. (25 éves)     | Győri ETO FC             | 75 000    | Nem publikus      |
| 33                     | Vajda Roland      | HUN           | Kaposvár       | 1998. szeptember 13. (26 éves) | HR-Rent Kozármisleny FC  | 175 000   | Nem publikus      |
| 47                     | Czékus Ádám       | HUN · szerb   | Verbász        | 2003. február 1. (22 éves)     | Kisvárda FC              | 125 000   | 2024.06.30.       |
| 67                     | Cipf Dominik      | HUN           | Kisvárda       | 2001. január 31. (24 éves)     | Vasas FC                 | 125 000   | Nem publikus      |
| 80                     | Kállai Zalán      | HUN           | Miskolc        | 2004. február 21. (21 éves)    | Mezőkövesd Zsóry FC      | 75 000    | 2024.06.30.       |
| Kölcsönadott játékosok |                   |               |                |                                |                          |           |                   |
| Mezszám                | Név               | Nemzetiség    | Születési hely | Szül. év (kor)                 | Kölcsönben itt           | Érték (€) | Kölcsön lejárta   |
| Bekker Roland          | védő              | magyar        | Budapest       | 2002. április 5. (22 éves)     | Mosonmagyaróvári TE      | 25 000    | 2024.06.30.       |

## Sikerek
- NB II
  -  Aranyérmes (1): 1996–97
- NB III
  -  Aranyérmes (3): 1992–93, 2017–18, 2020–21
- Bács-Kiskun vármegyei I. osztály
  -  Aranyérmes (4): 1960-61, 1976-77, 1991–92, 2016-17
    - Bács-Kiskun vármegyei II. osztály
      -  Aranyérmes (3): 1975-76, 1984-85, 2002-03
        - Bács-Kiskun vármegyei III. osztály
          -  Aranyérmes (1): 2000-01

## Vezetőedzők
- Szabó István (–2019)
- Simon Antal (2019)[5]
- Virágh Ferenc (2019–2020)
- Nagy Sándor (2020–2021)[6]
- Visinka Ede (2021–2022)[7]
- Klausz László (2022–2023)[8]
- Vas László (2023)[9]
- Toldi Gábor (2023) megbízott
- Kis Károly (2023–2024)[10]
- Balogh Pál (2024–)[11]